# OpenArena
OpenArena — свободный трёхмерный шутер от первого лица, созданный по аналогии и на базе движка Quake III Arena. Первый публичный тест-релиз состоялся 19 августа 2005 года, на следующий день после того, как id Software выпустила исходные коды id Tech 3 под лицензией GNU General Public License. 4 декабря 2009 года OpenArena появилась в репозиториях для N900 — первого устройства на Maemo, на котором её удалось запустить.
Игра является скорее «духовным наследником» Quake III Arena, нежели её клоном. Модели оружия, игроков, карты в основном созданы с нуля, однако присутствуют некоторые карты, перенесенные из игр серии Quake с улучшенной графикой.
В настоящее время OpenArena разрабатывается в основном с использованием бесплатного и свободного программного обеспечения.

## Геймплей
Геймплей OpenArena подобен геймплею Quake III Arena, в ней присутствуют те же режимы игры — Deathmatch, Team Deathmatch, Tournament и Capture the Flag, и используются аналогичные виды оружия. В игре имеется команда из ботов (начиная с версии 0.6.0), несколько моделей для игроков, набор карт и сетевой режим.
OpenArena прошла тестирование на совместимость с некоторыми модами для Quake III.

## Клиенты
Помимо официальной игры доступны клиенты разрабатываемые сообществом:
- fX3(old) Архивная копия от 28 ноября 2019 на Wayback Machine  — нацелен на состязательную составляющую. Отличается улучшениями HUD, перемещения игрока, оружия и звуков, единой моделью противника. Клиент предоставляет возможности более гибкой настройки сетевых и графических параметров, простого выбора физики VQ3, CPMA или QW, широким набором внутриматчевых голосований.
- fX3 Обновленный двигатель FX3, основанный на последнем ioquake3.
- yu-engine Архивная копия от 27 июня 2018 на Wayback Machine   — основан на fX3, с уклоном в управление и удобное использование внутриигрового чата.